# Eriope
Eriope es un género de plantas con flores perteneciente a la familia Lamiaceae. Es originario del sur de América tropical.Comprende 20 especies descritas y de estas, solo 4 aceptadas.

## Taxonomía
El género fue descrito por Humb. & Bonpl. ex Benth. y publicado en Labiatarum Genera et Species 142. 1833. La especie tipo es: Eriope nudiflora.  

## Especies aceptadas
A continuación se brinda un listado de las especies del género Eriope aceptadas hasta septiembre de 2014, ordenadas alfabéticamente. Para cada una se indica el nombre binomial seguido del autor, abreviado según las convenciones y usos.	
| - Eriope alpestris - Eriope anamariae - Eriope angustifolia - Eriope arenaria - Eriope blanchetii - Eriope blanchettii - Eriope chamaedrifolia - Eriope complicata - Eriope confusa - Eriope crassifolia - Eriope crassipes - Eriope cristalinae - Eriope elegans - Eriope exaltata - Eriope filifolia - Eriope foetida | - Eriope glandulosa - Eriope grandiflora - Eriope horridula - Eriope hypenioides - Eriope hypoleuca - Eriope latifolia - Eriope luetzelburgii - Eriope machrisae - Eriope macrostachya - Eriope micrantha - Eriope montana - Eriope monticola - Eriope nudicaulis - Eriope nudiflora - Eriope obovata - Eriope obtusata - Eriope pallens | - Eriope parviflora - Eriope parvifolia - Eriope platanthera - Eriope polyphylla - Eriope salviifolia - Eriope silvatica - Eriope simplex - Eriope sincorana - Eriope stricta - Eriope teucrioides - Eriope tomentosa - Eriope trichopes - Eriope trichopoda - Eriope tumidicaulis - Eriope velutina - Eriope xavantium |